# Roßdach
Roßdach ist ein Gemeindeteil der Stadt Scheßlitz im oberfränkischen Landkreis Bamberg in Bayern.

## Geografie
Das Dorf liegt im Westen der Weismainalb etwa sieben Kilometer nordöstlich von Scheßlitz auf einer Höhe von 370 m ü. NHN.

## Geschichte
Bis zum Beginn des 19. Jahrhunderts unterstand Roßdach der Landeshoheit des Hochstifts Bamberg. Die Dorf- und Gemeindeherrschaft übte dessen Amt Memmelsdorf als Vogteiamt aus. Die Hochgerichtsbarkeit stand ebenfalls diesem Amt als Centamt zu. Als das Hochstift Bamberg infolge des Reichsdeputationshauptschlusses 1802/03 säkularisiert und unter Bruch der Reichsverfassung vom Kurfürstentum Pfalz-Baiern annektiert wurde, wurde Roßdach ein Teil der bei der „napoleonischen Flurbereinigung“ in Besitz genommenen neubayerischen Gebiete.
Durch die Verwaltungsreformen zu Beginn des 19. Jahrhunderts im Königreich Bayern wurde Roßdach mit dem Zweiten Gemeindeedikt 1818 ein Teil der Ruralgemeinde Weichenwasserlos. Im Zuge der kommunalen Gebietsreform in Bayern in den 1970er Jahren wurde das Dorf mit Weichenwasserlos am 1. Mai 1978 in die Stadt Scheßlitz eingegliedert. Im Jahr 1987 hatte Roßdach 94 Einwohner.

## Verkehr
Die Staatsstraße 2210, die aus Südwesten von Weichenwasserlos kommt und nordöstlich nach Wattendorf führt, bindet an das öffentliche Straßennetz an.  .

## Baudenkmäler

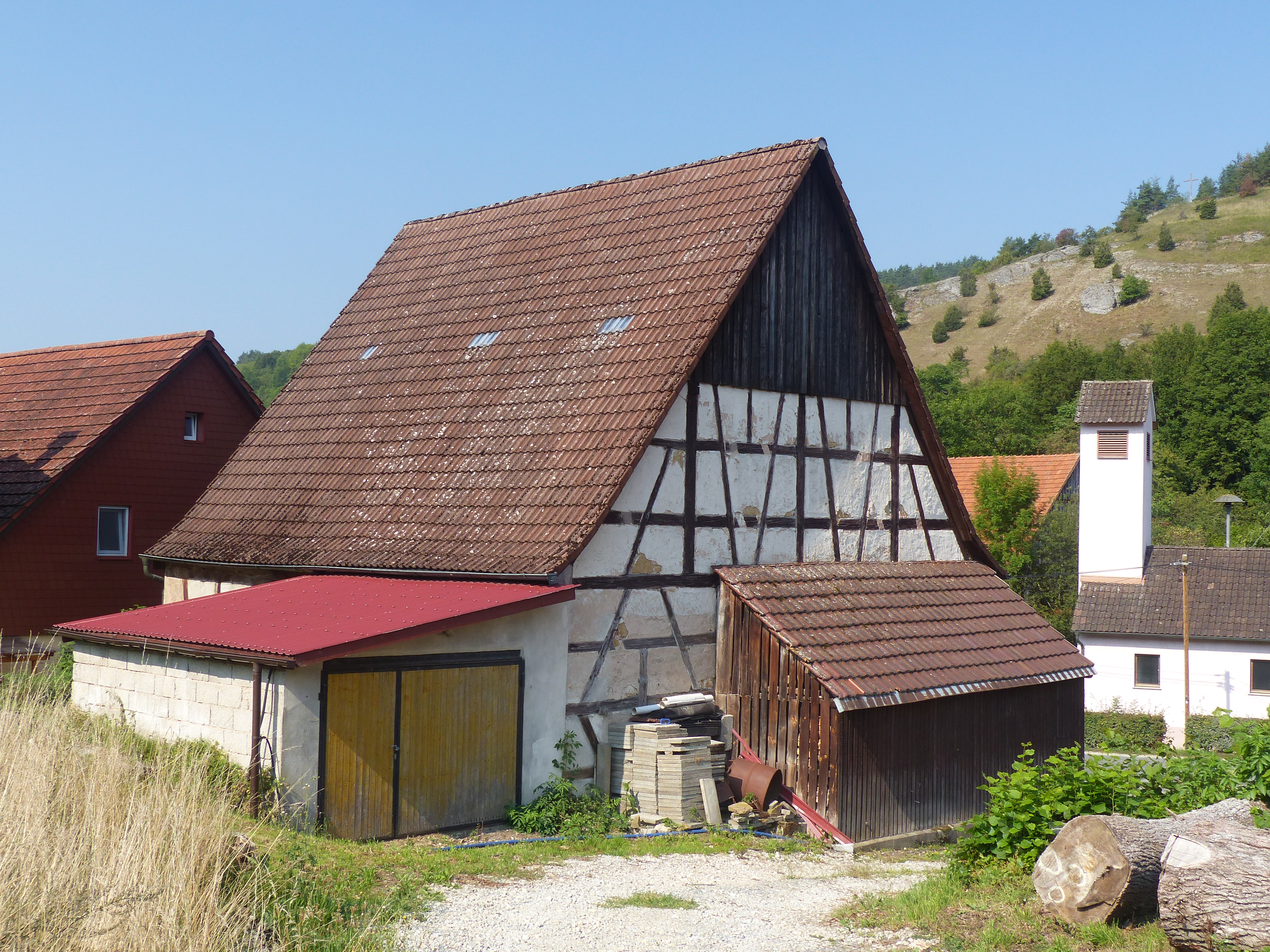
Die zum ehemaligen Gasthaus des Dorfes gehörende Scheune

In Roßdach gibt es mehrere denkmalgeschützte Bauwerke, darunter ein ehemaliges Gasthaus mit Scheune, ein Wohnstallhaus und ein Bauernhaus.